# Vorst (Antwerpen)
Vorst is een deelgemeente van de gemeente Laakdal in de Belgische provincie Antwerpen (arrondissement Turnhout). Vorst was een zelfstandige gemeente tot aan de gemeentelijke herindeling van 1977.

## Geografie

### Topografie
Groot-Vorst ligt in het noorden van België, in de provincie Antwerpen en is een deel van de gemeente Laakdal. Het historische centrum met in het midden het oude gemeentehuis is in 2017/2018 vernieuwd geweest waardoor het een heel nieuwe indeling heeft. 

### Hydrografie
De Grote Laak is een zijrivier van de Grote Nete en staat bekend als een van de sterkst vervuilde rivieren van Vlaanderen. Tezamen met de zijbeek Kleine Laak gaf deze rivier zijn naam aan de gemeente Laakdal. De Grote Laak loopt vervolgens ten zuiden van Vorst en ten noorden van Veerle. 

### Kernen
Naast het centrum bestaat de deelgemeente verder uit het gehucht Meerlaar (Klein Vorst). In 15e eeuw stond er in Meerlaar al een kapel maar in 1803 werd het pas een zelfstandige parochie. Tot de uitbreidingen in 20e en 21e eeuw was Meerlaar een straatdorpje met een kleine nieuwbouwwijk, de wijk Verboekt.

### Nabijgelegen kernen

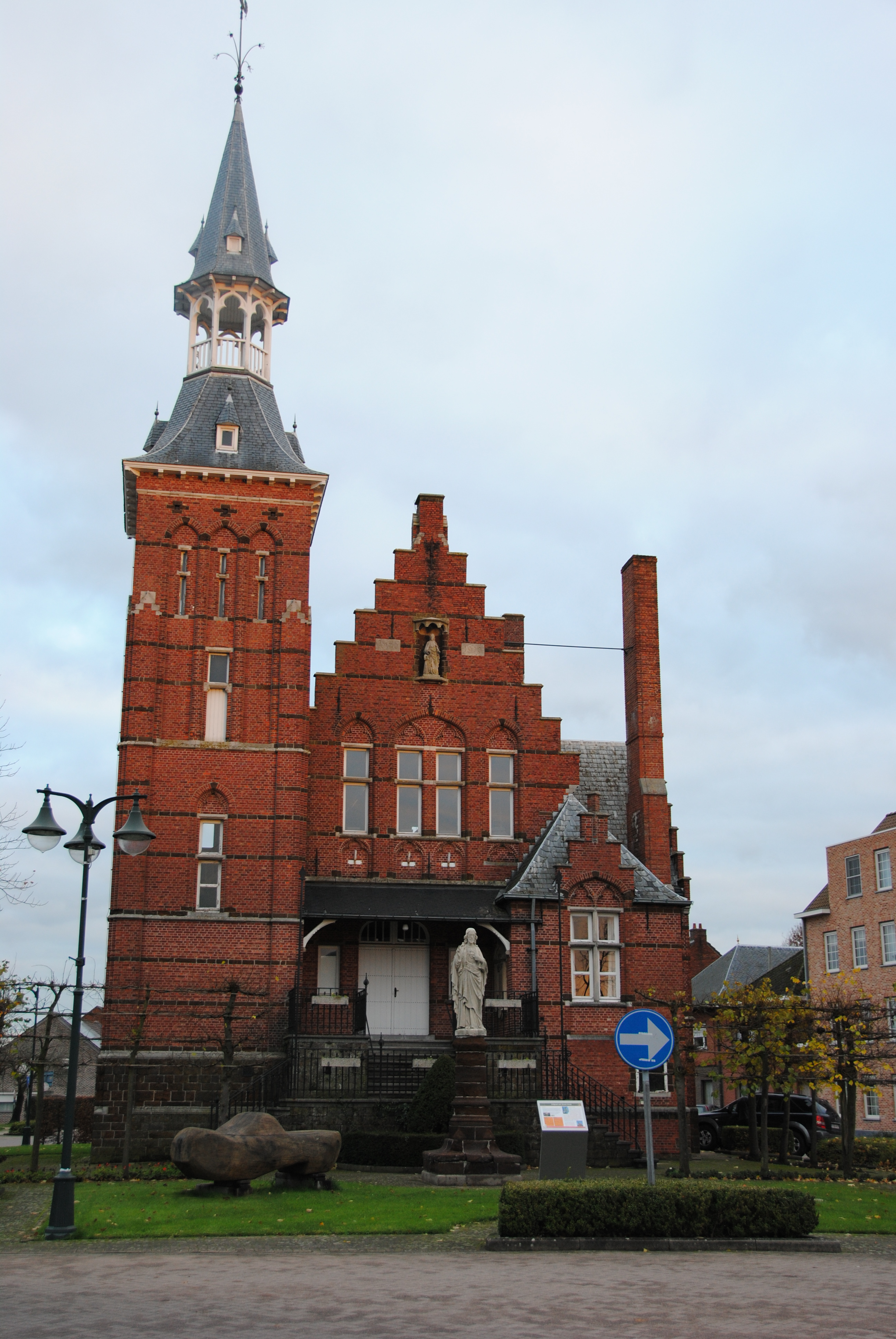
Gemeentehuis

| Plaatsen in de buurt | Plaatsen in de buurt | Plaatsen in de buurt | Plaatsen in de buurt | Plaatsen in de buurt |
| -------------------- | -------------------- | -------------------- | -------------------- | -------------------- |
| Westerlo             |                      | Eindhout             |                      | Zittaart             |
|                      |                      |                      |                      |                      |
| Veerle               | Meerlaar             |                      |                      |                      |
|                      |                      |                      |                      |                      |
| Averbode             |                      | Okselaar             |                      | Schoot               |

## Demografische ontwikkeling
- Bronnen:NIS, Opm:1806 tot en met 1970=volkstellingen; 1976 = inwoneraantal op 31 december

## Politiek

### Geschiedenis

#### Burgemeesters
| Tijdspanne | Tijdspanne  | Burgemeester            |
| ---------- | ----------- | ----------------------- |
|            | 1800 - 1803 | Vermeulen               |
|            | 1804 - 1830 | Franciscus Beten        |
|            | 1830 - 1836 | Joannes Jacobus Tessens |
|            | 1836 - 1840 | Petrus Franciscus Boven |
|            | 1840 - 1842 | Norbert Voordeckers     |
|            | 1842 - 1851 | Petrus Franciscus Boven |
|            | 1851 - 1866 | Jozef Vrancx            |
|            | 1866 - 1883 | August Belckx           |
|            | 1883 - 1895 | August Boven            |
|            | 1896 - 1923 | Karel Lambreghts        |
|            | 1923 - 1926 | Victor Coenen           |
|            | 1927 - 1938 | Maria Ghoos-Gybels      |
|            | ...         |                         |
|            | ? - 1953    | Theys                   |
|            | 1953 - 1959 | Alfons Mondelaers       |
|            | 1960 - 1976 | Jos Nijsmans (CVP)      |

## Bezienswaardigheden

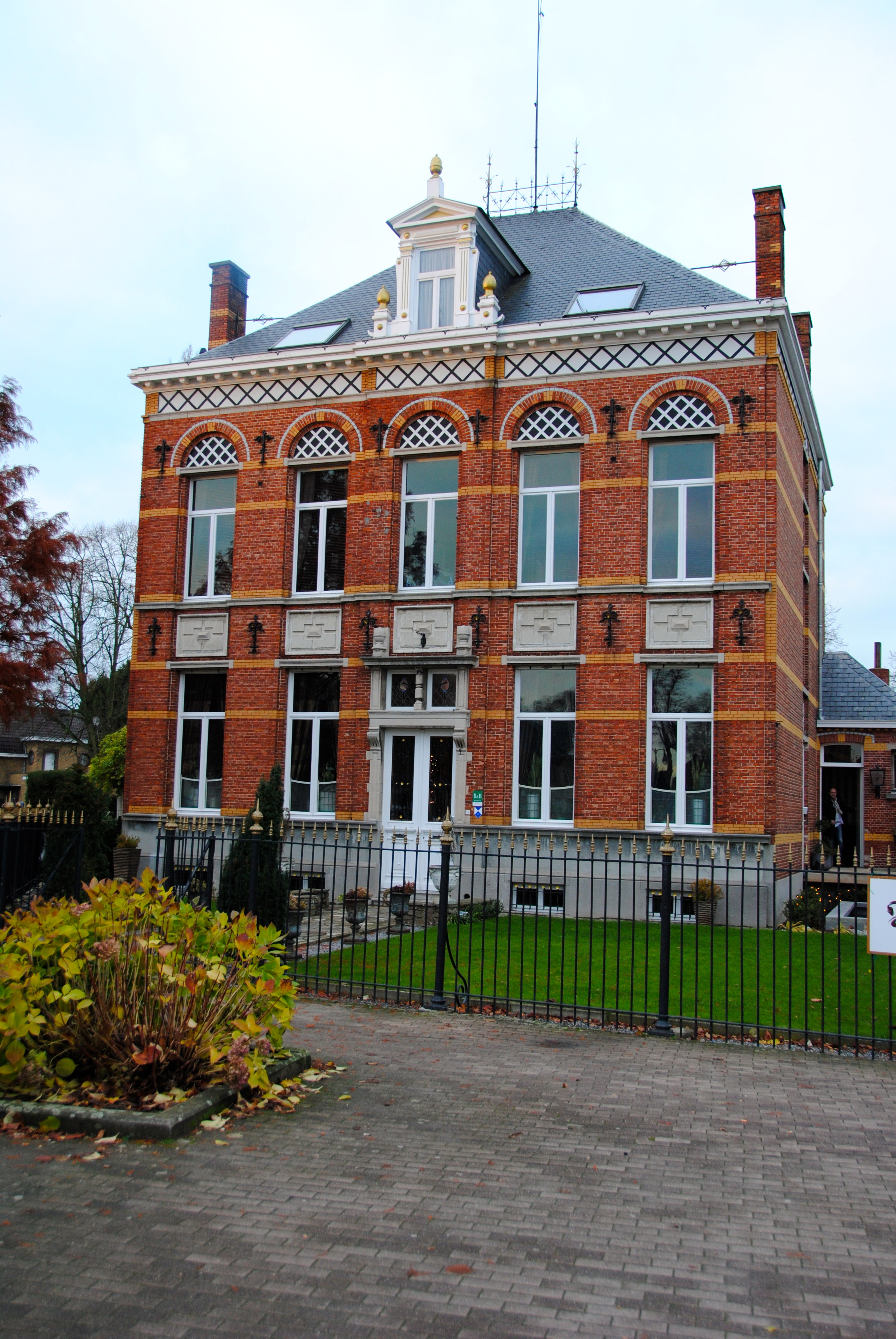
Dubbelhuis

### Kerken
- De Sint-Gertrudiskerk, even buiten het centrum gelegen dateert van 1460, de toren is van 1520 en de zijbeuken zijn in 1756 gebouwd.

### Monumenten/Erfgoed
- De pastorie is uit 1690 en verving een lemen gebouw. De zolder diende eertijds tot tiendschuur. De omgrachting, die bescherming tegen rondtrekkende soldaten moest bieden, werd reeds in 1639 aangelegd.
- Het oude gemeentehuis uit het begin van de 20ste eeuw, ontworpen door architect Taeymans. Heden in gebruik als politiekantoor.
- Het dubbelhuis gelegen bij de markt (centrum) is een officieel erfgoed. Tegenwoordig is het gebouw in gebruik als bed & breakfast.

## Cultuur

### Jeugdbewegingen
Voor de jongeren bezit Vorst enkele jeugdbewegingen, zoals: meisjes-chiro 'De Schakeldozen' en jongens-chiro 'Den Albatros'.

### Scholen
Vorst is in bezit van één basisschool, namelijk VBS Groot-Vorst. Waarbij VBS staat voor Vrije Basisschool. De school is opgericht in 1866 en bestaat dus reeds 150 jaar. Het begon als een meisjesschool, maar is sinds 1982 volledig gemengd. Dit met dank aan oud-directeur Ivo Mulders.

### Activiteiten
Jaarlijks draait de vrijetijdsdienst van Laakdal openluchtfilms tijdens de zomervakantie. Na het grote succes van de vorige edities, waarbij steeds honderden bezoekers opdaagden, worden er steeds filmklassiekers getoond.

## Natuur
Vorst ligt tussen de Grote Laak in het zuiden en de Kleine Laak in het noorden. Tussen Vorst en Eindhout ligt een nat bosgebied langs de Kleine Laak waarin zich een aantal natuurgebieden bevinden, zoals Ossebroeken en Swinnebroeken.

### Natuurgebieden
Ossenbroeken en Swinnebroeken  vormen een natuurgebied gelegen in de vallei van de Kleine Laak, meer bepaald het zuidelijk deel van de vallei op grondgebied Vorst-Laakdal. Het is een laaggelegen gebied dat het groene verlengde vormt van de Craeywinckel. Dit natuurgebied bestaat vooral uit Canada-aanplantingen, Elzenbroekbos, zure Eikenbossen en weilanden. Opvallend is de talrijke aanwezigheid van Hazelaar, Kamperfoelie, Hop en Klimop. Vooral de voorjaarsflora is rijk (Speenkruid, Bosanemoon, Muskuskruid e.a.) Verspreid tussen de bossen liggen talrijke kleinere of grotere extensieve graasweiden. Tussen de weiden komen verschillende waardevolle bomenrijen en enkele oude houtwallen met o.a. Sleedoorn voor. Deze afwisseling van weiden en houtkanten zorgt voor een kleinschalig landschap met grote actuele en potentiële waarde voor natuurontwikkeling.

### Historiek
Kaarten van 1871 geven ons aanwijzingen over de ouderdom van sommige landschappelijke structuren. Zo was de Pestendijk toen reeds prominent aanwezig in het landschap. Er dient gezegd, dat deze weg inmiddels is opgehoogd met stortmateriaal. En nagenoeg de volledige percelering van Swinnebroeken is op de kaart van 1871 gelijkaardig aan de huidige indeling! Ook namen zoals: Waterstraat, Pestendijk, Veedijk geven ons een beeld hoe het er in die tijd aan toe ging. Aangezien dit laaggelegen gebied meestal ongeschikt was voor akkerbouw, liet men er koeien en ossen op grazen. Zo ontstond hier een beemdlandschap met valleibossen en drassige weiden, wat tot op heden plaatselijk nog goed bewaard is gebleven. In de valleibossen overheersen nu wel de canada-aanplantingen. Voor de natuur een minder goede keuze maar historisch wel te verklaren omdat vooral de deelgemeente Vorst vroeger het mekka was van de klompenmakerij. In de eerste helft van 1900 hadden de klompenmakers hout van populier en wilg nodig om Laakdal en omstreken van schoeisel te voorzien. Sinds 1988 bestaat in Laakdal het Klompenmuseum. De vrienden van het Museum vzw richtten het op als herinnering aan de klompenmakers. En het klompenpad, een bewegwijzerd wandelpad dat zigzag door het gebied loopt, is ook een eerbetoon aan deze ambachtslieden.

## Sport
Vorst telt 2 voetbalclubs: V.V. Laakdal, een fusie tussen de vroegere clubs Veerle Sport en Standaard Vorst, en Excelsior Vorst.

## Geboren in Vorst
- Jos Boons (1943-2000), wielrenner

## Stedenbanden
- Tönisvorst (Duitsland)

De naamgenootschap met het bij het Duitse Tönisvorst horende deelgemeente Vorst was destijds de oorzaak van het stedenband tussen de gemeenten Laakdal en Tönisvorst.